# Magdalena penitente (El Greco, Paradas)
Magdalena penitente es un cuadro pintado por El Greco entre 1580 y 1585. Está ubicado en el museo de la iglesia de San Eutropio de Paradas, en Sevilla (Andalucía, España).

## Historia
De acuerdo con los últimos estudios realizados, el cuadro fue pintado por El Greco, con ayuda de su taller, entre 1580 y 1585, aunque también se lo fecha entre 1586 y 1590: 5  e incluso se lo atribuye a uno de sus seguidores. Se cree que pudo llegar a Sevilla por mediación de Francisco Preboste, el más cercano de todos los ayudantes que tuvo el artista, gracias a lo cual terminaría en la iglesia de San Eutropio de Paradas.

## Descripción
Estrechamente relacionado con otras obras del Greco de idéntica temática, el cuadro constituye uno de los mejores ejemplos acerca de cómo el artista concibió la reproducción de muchas de sus pinturas. La Magdalena de Paradas copia el modelo de la Magdalena penitente conservada en el Museo de arte Nelson-Atkins, en Kansas City (c. 1577), si bien el rostro adopta la forma del de la Magdalena penitente del Museo de Arte de Worcester (c. 1577), parte que casi con total seguridad ejecutó el maestro dada la intensidad de su expresión y la elevada calidad de su factura. La santa figura en el interior de una oscura gruta o cueva, apareciendo una calavera, elemento indiscutible de esta iconografía, en primer plano a diferencia del lienzo de Kansas City, donde se muestra más alejada del espectador. En ambas versiones la potencia del cromatismo (compuesto principalmente por tonos tierra, grises, azules y verdes) es idéntica al igual que el semblante de dolor contenido, destacando del mismo modo un cielo tormentoso muy del gusto del pintor. La Magdalena tiene la vista dirigida a lo alto y ambas manos cruzadas y apoyadas sobre los muslos, como si estuviese orando. Viste túnica de color blanco y manto oscuro, todo ello complementado con un pañuelo transparente rodeando el cuello a modo de fichú. El cabello es largo y cae delicadamente en pronuciadas ondas rojizas sobre el pecho hasta llegar a la cintura, si bien la libertad de la caída se ve atenuada por el pañuelo ya que el cabello se halla levemente sujeto al estar por debajo de la prenda. El pelo suelto constituye aquí un símbolo de sexualidad por partida doble: en la época las mujeres casadas llevaban el cabello recogido mientras que las solteras y las meretrices lo exhibían suelto, a la par que la Magdalena secó con su melena los pies de Jesús durante la unción. Destaca en la versión de Paradas el hecho de que el pelo es de un tono rojizo mientras que en el resto de obras del Greco sobre este mismo tema la santa figura con el cabello rubio acorde a los modelos centroeuropeos heredados por los artistas venecianos (como Tiziano) durante la primera mitad del siglo xvi, si bien se aprecian algunos tintes rojizos en el lienzo de Kansas City. La belleza de la santa se acentúa gracias a que los labios poseen un delicado tono carmín potenciado por la luz que baña su rostro y permite que este resalte sobre la oscuridad del fondo. A la derecha, junto a la calavera, destaca un frasco de perfumes en referencia, al igual que sus cabellos, a la unción de Jesús; este frasco fue representado haciendo gala de un gran dominio técnico gracias a que la calavera puede ser parcialmente contemplada a través de él, detalle también presente en los cuadros de Kansas City y Worcester.: 5  La figura, acorde al estilo del Greco, posee un canon estilizado y alargado con una cabeza desproporcionadamente pequeña en comparación con el cuello, el torso y los brazos, detalles junto con los anteriores que convierten esta obra en la más cercana a la versión de Kansas City.

## Conservación y restauración
La pintura, custodiada en un marco de 117,5 × 117,5 × 5,2 cm, fue sometida por María Carmen Casas Ramos a un proceso de análisis y restauración entre 1966 y 1967 el cual permitió constatar que la capa pictórica era muy fina (a base de esmaltes y veladuras y con un 80% de repintes) además de presentar numerosas faltas, destacando desperfectos tales como grietas a lo largo y ancho del lienzo a la vez que un desgaste del cromatismo, todo ello fruto del paso del tiempo y malos tratos. Respecto al repintado, este afectaba a casi toda la obra, exceptuándose tan solo partes de la cabeza, el fondo y el manto, estando todo protegido con una capa de barniz semimate aplicada de manera uniforme. El examen dejó patente que el lienzo, con preparación a la cola, había sido forrado anteriormente con lino y que la tela original consiste en cáñamo (curiosamente fechado según el informe de la restauración en el siglo xvii, lo que retrasaría la hechura de la obra en más de una década como mínimo). Por su parte, las tareas de restauración se tradujeron en una limpieza con disolventes, aguarrás y bisturí; reintegración cromática a base de pigmentos al barniz; forrado y fijación de la capa pictórica.

## Legado
La Magdalena penitente de Paradas se erige como una joya en la localidad sevillana y es así mismo la obra más destacada del museo parroquial y una de las piezas más valiosas de la archidiócesis de Sevilla y del Renacimiento español. El cuadro tuvo el honor de participar en la exposición El Greco: arte y oficio, celebrada en Toledo en 2014, habiendo tomado parte ya entre 2007 y 2008 en la muestra El Greco y su taller, inaugurada por la reina Sofía en Atenas, mientras que en 2022 formaría parte de la exhibición El Greco. Los pasos de un genio, celebrada por Fundación Ibercaja y su Museo Goya en Aragón. Por su parte, la fama del cuadro ha llevado a que en un reportaje de la cadena RTVA se atribuya la celebridad de Paradas a la pintura junto con el crimen de Los Galindos, un asesinato múltiple cometido en 1975.